# Balboa Park

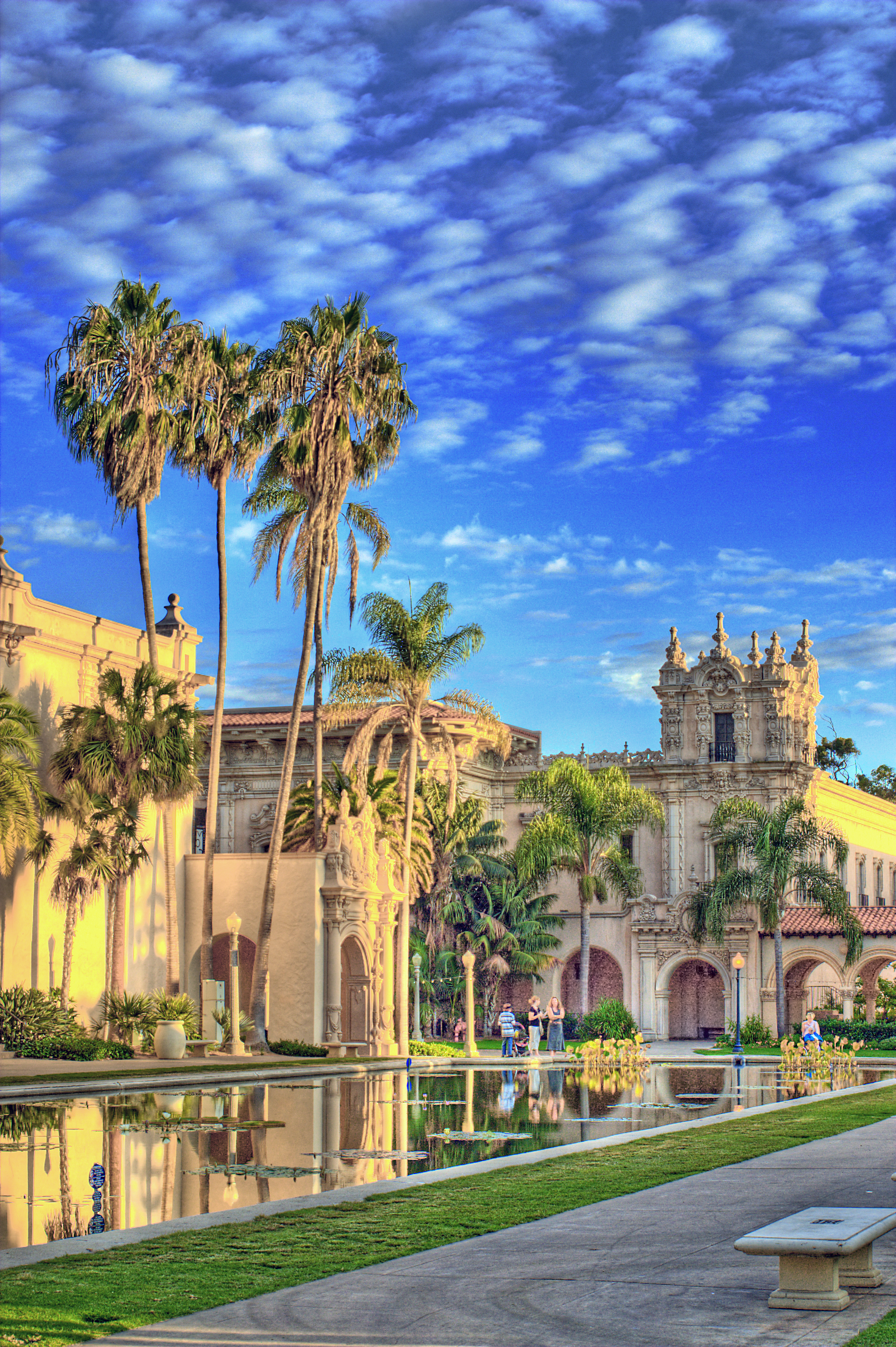

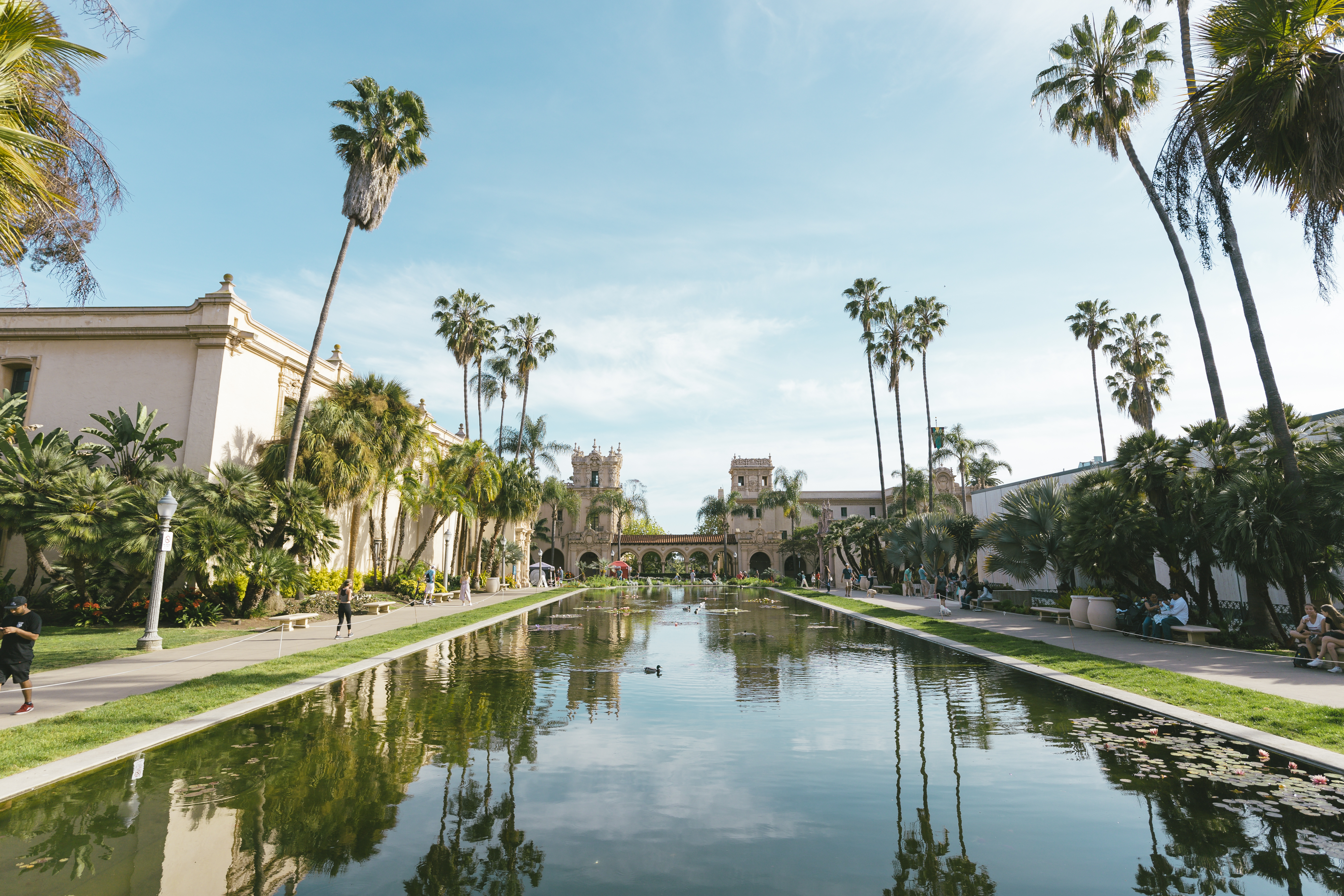
Lily Pond, Balboa Park, San Diego, California

Il Balboa Park è situato nella città di San Diego, California.
Questa grande area verde è situata nella zona nord-orientale della città ed è una delle maggiori attrazioni della città stessa. Infatti, oltre ad offrire riparo dalle calde giornate estive, ospita i maggiori musei cittadini, tra cui il San Diego Museum of Art, il Natural History Museum e il Fleet Space Teather.
Al suo interno si trova anche il San Diego Zoo, struttura nota in tutto il mondo per la sua particolare bellezza nonché per le numerose specie di animali che ivi vivono.